# Todo Comenzó Bailando
Todo Comenzó Bailando es el primer álbum de estudio del grupo musical uruguayo de cumbia pop Márama, lanzado por el sello discográfico Montevideo Music Group el 16 de noviembre de 2015.

## Lista de canciones
Todas las letras escritas por Fer Vázquez.
| Todo Comenzó Bailando |                                       |          |  |
| N.º                   | Título                                | Duración |  |
| 1.                    | «Nena»                                | 2:11     |  |
| 2.                    | «Loquita»                             | 2:25     |  |
| 3.                    | «No Te Vayas»                         | 2:20     |  |
| 4.                    | «Todo Comenzó Bailando»               | 2:27     |  |
| 5.                    | «Bronceado»                           | 2:18     |  |
| 6.                    | «Una Noche Contigo» (ft. Fer Vázquez) | 2:41     |  |
| 7.                    | «Tal Vez»                             | 3:07     |  |
| 8.                    | «Te Amo y Odio»                       | 2:56     |  |
| 9.                    | «Volverte a Ver»                      | 2:41     |  |
| 10.                   | «Te Conozco» (ft. Fer Vázquez)        | 2:21     |  |
| 11.                   | «Noche Loca» (ft. Rombai)             | 2:59     |  |
| 12.                   | «No Te Vayas» (Acoustic Version)      | 3:09     |  |
| 31:30                 |                                       |          |  |

Pistas adicionales
| Bonus Track - Versión 2016 |                 |          |  |
| N.º                        | Título          | Duración |  |
| 13.                        | «Era Tranquila» | 2:26     |  |
| 33:56                      |                 |          |  |